# مات هودسون
مات هودسون (بالإنجليزية: Matt Hodgson)‏ هو لاعب اتحاد الرغبي أسترالي، ولد في 25 يونيو 1981 في سيدني في أستراليا.

## وصلات خارجية
- مات هودسون على موقع سلسلة سباعيات الرغبي العالمية - رجال (الإنجليزية)
- مات هودسون عل موقع إسبنسكروم (الإنجليزية)
- مات هودسون على موقع ItsRugby.co.uk (الإنجليزية)